# Pierluigi Ciocca
Pierluigi Ciocca (Pescara, 17 ottobre 1941) è un banchiere ed economista italiano.
Pierluigi Ciocca è stato vicedirettore generale della Banca d'Italia dal 1995 al 2006.
È rientrato nella short list dei candidati a Governatore della Banca d'Italia, come possibile sostituto di Antonio Fazio alla fine del 2005, e quale possibile successore di Mario Draghi nel 2011 (“sarebbe il candidato ideale, ma Berlusconi dirà di no”, fu il parere di Carlo Azeglio Ciampi).

## Biografia
Nato a Pescara da famiglia d'origine aquilana, frequenta a Chieti il liceo classico Gianbattista Vico. Si trasferisce ben presto a Roma dove si laurea in giurisprudenza alla Sapienza nel 1965, discutendo una tesi in Scienza delle finanze dal titolo Politica fiscale e inflazione, sotto la supervisione del professore Cesare Cosciani. Effettua gli studi post laurea in economia nel 1966 all'Istituto per gli studi e le ricerche economiche (ISRE).
Nel 1967 vince la borsa di studio della Fondazione Luigi Einaudi di Torino, di cui erano membri tra gli altri Piero Sraffa, Federico Caffè, Francesco Forte, Siro Lombardini e Franco Venturi. Nel biennio successivo è al Balliol College dell'Università di Oxford, accolto dall'economista ungherese Lord T. Balogh, dove studia sotto la supervisione di John Wright e Robin Matthews e partecipa a seminari tenuti da John Hicks, Roy Harrod, Robert Solow.
Dal 1970 è sposato con Maria Campolunghi, docente universitario di Diritto Romano; hanno una figlia, Nicoletta. La sorella di Pierluigi, Donatella Ciocca, è una stimata architetta.

### Attività professionale
Ciocca entra in Banca d'Italia nel 1967 lavorando inizialmente come economista al servizio studi nei settori econometrico, monetario, internazionale, strutturale. Dal 1982 al 1984 è condirettore centrale, capo del servizio anticipazioni, sconti e compensazioni. Nel 1984 diventa membro del Consiglio di Amministrazione dell'Ufficio Italiano dei Cambi, carica che mantiene fino al 1995.
Dal gennaio 1985 al settembre 1988 è funzionario generale della Banca d'Italia, dove dirige i Servizi rapporti con l'estero, Mercati monetario e finanziario, Rapporti col tesoro, anticipazioni sconti e compensazioni. Dall'ottobre 1988 al febbraio 1995 è Direttore centrale per la ricerca economica nella Banca d'Italia, con compiti di consigliere economico del governatore e di supervisione del servizio studi e, dal 1993, anche dell'Ufficio ricerche storiche da lui promosso.
Nel febbraio 1995 viene nominato vice direttore generale della Banca d'Italia, carica che manterrà fino al dicembre del 2006. Dal maggio del 1997 all'agosto del 2002 ha rappresentato la Banca d'Italia nel Comitato per l'Euro presso il Ministero del tesoro. Nei suoi quaranta anni in Banca d'Italia ha recato un apporto innovativo alla ricerca economica e giuridica, all'affinamento degli strumenti operativi della politica monetaria, al ridisegno del sistema finanziario italiano, alla presenza della Banca nelle sedi europee e della cooperazione internazionale.

### Incarichi internazionali

#### Unione europea
- Membro del Comitato di Politica Economica (Bruxelles, ottobre 1993 - giugno 1995).
- Membro del Comitato Monetario (Bruxelles, giugno 1995 - dicembre 1998).[8]
- Membro del Comitato Economico e Finanziario  (Bruxelles, gennaio 1999 - luglio 2000 e gennaio 2003 - dicembre 2006).

#### Banca centrale europea
- Sostituto del governatore della Banca d'Italia (Francoforte, agosto 1998 - novembre 2006).[9]

#### Financial Stability Forum
- Membro del Board, istituito dai Ministri e Governatori del G-7 presieduto da Andrew Crockett, poi da Roger W. Ferguson, Jr (Basilea, febbraio 1999 - dicembre 2006).[10]

#### Banca dei Regolamenti Internazionali
- Membro del Consiglio di amministrazione (Basilea, dicembre 2005 - novembre 2006).[11]
- Membro del Consultative Committee  (Basilea, marzo 2006 - novembre 2006).
- Membro dell'Audit Committee (Basilea, marzo 2006 - novembre 2006).

#### OCSE
- Rappresentante della Banca d'Italia nel Gruppo di lavoro n. 3 del Comitato di Politica Economica (Parigi, aprile 1997 - marzo 2006).

#### G-7  e G-10
- Rappresentante della Banca d'Italia nel Gruppo G-10 Deputies (aprile 1997 - dicembre 1999).
- Rappresentante della Banca d'Italia nel Gruppo G-7 Central Bank Deputies (settembre 1997 - dicembre 2006).[12]

### Attività accademica
Ha tenuto e tiene lezioni e conferenze in università italiane e straniere, fra cui:
- Università degli Studi di Macerata - Facoltà di Lettere e Filosofia

Docente di Storia delle Dottrine Economiche (1971-1972).
- “Sapienza” Università di Roma - Facoltà di Scienze Statistiche

Docente di Storia Economica (2006-2011).
- Libera università internazionale degli studi sociali Guido Carli (Luiss) di Roma - Facoltà di Scienze Politiche

Docente di Politica Economica e di Economia dello Sviluppo (2006-2011).

### Attività culturale
- Membro della Società italiana degli economisti (dal 1982 e dal 2004 membro del Collegio dei Probiviri).[13]
- Vice presidente del Consiglio direttivo dell'Ente per gli studi monetari, bancari e finanziari “L. Einaudi” di Roma (ottobre 1998 - ottobre 2002 e ottobre 2005 - febbraio 2008).
- Membro del consiglio di amministrazione (dicembre 1995 - maggio 1999) e del comitato scientifico (dal dicembre 1995) della Fondazione Luigi Einaudi.[14]
- Membro del Consiglio della Fondazione Luigi Einaudi di Roma (maggio 2008 - dicembre 2012).
- Membro della Consulta Liberale della Fondazione Luigi Einaudi di Roma (dal dicembre 2012).
- Membro del Comitato dei Garanti (gennaio 2008-dicembre 2011) per le celebrazioni del 150º anniversario dell'Unità d'Italia, presieduto da Carlo Azeglio Ciampi e da Giuliano Amato.
- Socio Corrispondente dell'Accademia nazionale dei Lincei, classe di Scienze Morali, Storiche e Filologiche, categoria VII - Scienze Sociali e Politiche (luglio 2008 - luglio 2018).[15]
- Accademico corrispondente della Accademia dei Georgofili di Firenze (dal dicembre 2009).
- Membro della Commissione Scientifica del “Premio Roma allo sviluppo del Paese” (da gennaio 2015).[16]
- Membro del Comitato Scientifico della Fondazione Lelio e Lisli Basso di Roma  (da febbraio 2018).[17]
- Membro onorario della European Society of the History of Economic Thought - ESHET (da giugno 2018).[18]
- Socio Nazionale dell'Accademia nazionale dei Lincei, classe di Scienze Morali, Storiche e Filologiche, categoria VII - Scienze Sociali e Politiche (da luglio 2018)

### Attività istituzionale
- Membro della Commissione per il Testo unico della finanza presso il Ministero del Tesoro (settembre 1997 - marzo 1998).
- Membro della Commissione per la riforma del diritto societario presso il Ministero della Giustizia (giugno 1998 - febbraio 2000).
- Membro della Commissione per la Garanzia dell'Informazione Statistica istituita presso il Ministero per la Funzione Pubblica (febbraio 2000 - dicembre 2005), e Presidente della medesima Commissione (luglio 2005 - dicembre 2005).

### Attività editoriale e di ricerca
- Direttore della Rivista di Storia Economica “La Prima Voce”, fondata da Luigi Einaudi (1984 - 2015).
- Membro (da aprile 2005).del Comitato dei garanti della Rivista “Nuova Antologia”, insieme con Antonio Maccanico, Claudio Magris e Carlo A. Ciampi, Presidente.
- Consigliere di amministrazione dell'Istituto della Enciclopedia Italiana “Treccani” (da giugno 2006).
- Componente del Consiglio Direttivo di IMT Alti Studi di Lucca (maggio 2007 - aprile 2009).
- Membro del Comitato Tecnico Consultivo per le Ricerche della Fondazione IRI (da novembre 2007), poi, dall'aprile 2009, della Fintecna, per la scrittura di una storia dell'IRI, insieme con i proff. F. Amatori, L. Cafagna, V. Castronovo.[19]
- Membro del Comitato editoriale di “Bancaria”, rivista dell'ABI (da luglio 2008).
- Cofondatore e codirettore della rivista "ApertaContrada" (da dicembre 2009).
- Membro Editorial Board della rivista “Global & Local Economic Review” (da aprile 2010).
- Membro del Comitato scientifico della “Rivista Storica Italiana” (da aprile 2010).

## Pubblicazioni
- 1974 - P. Ciocca, C. A. Giussani e G. Lanciotti, "Sportelli, dimensioni e costi: uno studio sulla struttura del sistema bancario italiano", Ente Einaudi, Roma.
- 1982 - P. Ciocca, "Interesse e Profitto. Saggi sul sistema creditizio", il Mulino, Bologna.
- 1987 - P. Ciocca, "L'instabilità dell'economia. Prospettive di analisi storica", Einaudi, Torino, ISBN 978-88-06-59417-6.
- 1987 - P. Ciocca, "Money and The Economy. Central Bankers Views", Macmillan, London, ISBN 978-03-33-38974-4.
- 1991 - P. Ciocca, "Banca, Finanza, Mercato. Bilancio d'un decennio e nuove prospettive", Einaudi, Torino, ISBN 978-88-06-12766-4.
- 1994 - P. Ciocca (a cura di), "Il progresso economico dell'Italia. Permanenze, discontinuità, limiti", il Mulino, Bologna, ISBN 978-88-15-04612-3.
- 1996 - P. Ciocca e G. Nardozzi, "The High Price of Money. An Interpretation of World Interest Rates", Clarendon Press, Oxford, (Laterza 1993), ISBN 978-01-98-28949-4.
- 1997 - P. Ciocca (a cura di), "Disoccupazione di fine secolo. Studi e proposte per l'Europa", Bollati Boringhieri, Torino, ISBN 978-88-33-91051-2.
- 2000 - P. Ciocca (ed.), "La economìa mundial en el siglo XX", Critica (Il Mulino, 1998), Barcelona, ISBN 84-8432-061-8.
- 2001 - M. Baldassarri e P. Ciocca, "Roots of the Italian School of Economics and Finance - 3 voll.", Palgrave Macmillan, London, ISBN 978-03-33-80205-2, ISBN 978-03-33-92101-2, ISBN 978-03-33-92102-9.
- 2002 - P. Ciocca (a cura di), "Le vie della storia nell'economia", il Mulino, Bologna, ISBN 978-88-15-09039-3.
- 2004 - P. Ciocca, "Il tempo dell'economia. Strutture, fatti, interpreti del Novecento", Bollati Boringhieri, Torino, ISBN 978-88-33-91559-3.
- 2005 - P. Ciocca, "The Italian Financial System Remodelled", Macmillan, London, (Bollati Boringhieri 2000), ISBN 978-14-03-93479-6.
- 2006 - P. Ciocca e I. Musu (a cura di), "Economia per il diritto. Saggi introduttivi", Bollati Boringhieri, Torino, ISBN 978-88-33-91694-1.
- 2007 - P. Ciocca, "Ricchi per sempre? Una storia economica d'Italia (1796-2005)", Bollati Boringhieri (edizione aggiornata 2020), Torino, ISBN 978-88-33-91812-9.
- 2008 - P. Ciocca (a cura di), "Guido Carli governatore della Banca d'Italia, 1960-1975", Bollati Boringhieri, Torino, ISBN 978-88-33-91954-6.
- 2013 - P. Ciocca e I. Musu (a cura di), "Natura e Capitalismo. Un conflitto da evitare", Luiss University Press, Roma, ISBN 978-88-61-05185-0.
- 2014 - P. Ciocca e M. de Cecco (a cura di), "Federico Caffè. Pagine di economia politica", Carabba, Lanciano, ISBN 978-88-63-44365-3.
- 2014 - P. Ciocca, "Storia dell'IRI. 6. L'IRI nella economia italiana", Laterza, Roma-Bari, ISBN 978-88-58-11461-2.
- 2016 - P. Ciocca, "Stabilising Capitalism. A Greater Role for Central Banks", Palgrave Macmillan (Donzelli 2014), London.
- 2016 - P. Ciocca e I. Musu (a cura di), "Il sistema imperfetto. Difetti del mercato, risposte dello Stato", Luiss University Press, Roma. ISBN 978-88-61-05230-7.
- 2016 - P. Ciocca, "Ai confini dell'economia. Elogio dell'interdisciplinarità", Aragno, Torino.
- 2017 - A. Bolaffi e P. Ciocca, "Germania/Europa. Due punti di vista sulle opportunità e i rischi dell’egemonia tedesca", Donzelli, Roma, ISBN 978-88-68-43650-6.
- 2018 - P. Ciocca, "Tornare alla crescita - Perché l'economia italiana è in crisi e cosa fare per rifondarla", Donzelli, Roma, ISBN 978-88-68-43863-0.
- 2018 - P. Ciocca e F. Carli (a cura di), "La Banca d'Italia e l'economia. L'analisi dei Governatori", Aragno, Torino.
- 2021 - P. Ciocca, "Ricchi/Poveri. Storia della diseguaglianza", Einaudi, Torino.

## Premi
- Premio “Lao Silesu” 1983
- Premio “Libri dell'Anno” del Club dei Giuristi 2000
- Premio “Canova” 2001[22].
- Premio “Menichella” 2003[23].
- Premio “Capalbio” 2003[24]
- Premio “Aprutium” 2004[25]
- Premio “Anassilaos” (XIX edizione) - sezione Ricerca 2007[26].
- Premio “Capalbio” - Sezione Economia 2015[27].
- Premio “Future Bancassurance Awards” 2017[28][29].
- Premio “Delfino d’oro” conferito dalla città di Pescara 2018[30].